# Оюн-Юряге (приток Яны)
Оюн-Юряге — река в Якутии, левый приток Яны. Длина реки составляет 87 км. Площадь водосборного бассейна — 2280 км².
Образуется слиянием рек Юрюёлях и Чюэмпе-Сала на высоте 139 м над уровнем моря. Протекает по Эгинскому наслегу Верхоянского улуса в восточном направлении, постоянно меандрируя. Близ устья находится большое количество стариц. Впадает в Яну (в протоку Атырдях-Тёбюлех, относящуюся к Яне) на высоте 52 м над уровнем моря в 428 км от её устья, населённых пунктов на реке нет.
Вдоль реки проходит грунтовая дорога, переходящая у устья в автозимник.

## Основные притоки
Объекты перечислены по порядку от устья к истоку.
- 17-й км: река Точчум[2] (лв)
- 31-й км: река без названия (пр)
- 38-й км: река Туона[2] (пр)
- 47-й км: река Оюсардах[2] (пр)
- 50-й км: река Кётёх (лв)
- 61-й км: река Аллара-Кётюёней[4] (лв)
- 71-й км: река Харгы-Сала[4] (лв)
- 82-й км: река Мандыя[4] (лв)
- 83-й км: река Садах[4] (лв)
- 87-й км: река Юрюёлях[4] (лв)
- 87-й км: река Чюэмпе-Сала[4] (пр)

## Данные водного реестра
По данным государственного водного реестра:
- бассейновый округ — Ленский
- речной бассейн — Яна
- речной подбассейн — Яна ниже впадения Адычи
- водохозяйственный участок — Яна от р. Адыча до устья без р. Бытантай
- код водного объекта — 18040300212117700027279[6]